# Exastinion oculatum
Exastinion oculatum är en tvåvingeart som beskrevs av Wenzel 1976. Exastinion oculatum ingår i släktet Exastinion och familjen lusflugor. Inga underarter finns listade i Catalogue of Life.